# جسیک نگانکام
جسیک نگانکام (انگلیسی: Jessic Ngankam؛ زادهٔ ۲۰ ژوئیهٔ ۲۰۰۰) بازیکن فوتبال اهل آلمان است.
وی همچنین در تیم‌های ملی فوتبال جوانان آلمان و جوانان آلمان بازی کرده‌است.